# Cossura
Bei der Gattung Cossura, die gleichzeitig die monogenerische Familie Cossuridae bildet, handelt es sich um eine Gruppe von Vielborstern (Polychaeta), die in Meeren weltweit als Detritusfresser von den Küsten bis in die Tiefsee zu finden sind. Die zeitweise als eigene Gattungen geführten Heterocossura und Cossurella wurden 2000 mit Cossura synonymisiert.

## Merkmale
Die Cossuridae sind kleine, fadenförmige Ringelwürmer mit zahlreichen deutlichen Segmenten. Sie haben einen stumpfen Kopf ohne Anhänge und eine einzelne, lange, fadenförmige Kieme, die rückenseitig an einem der vorderen Segmente sitzt.
Das Prostomium ist stumpf kegelförmig, das Peristomium dagegen ein deutlich abgesetzter Ring, der bisweilen als „borstenloses Segment“ bezeichnet wird. Die beiden Nuchalorgane sind ein Paar kurzer, bewimperter Rinnen, die dorso-lateral am Hinterende des Prostomiums sitzen. Die Längsmuskeln sind in Bündeln angeordnet. Das erste Segment und seine Anhänge sind den folgenden Segmenten ähnlich. Die Parapodien einander ähnelnde Äste, die am ersten oder den ersten Segmenten zusammenfließen und an denen kapillarförmige Borsten sitzen. Sowohl die Notopodien als auch die Neuropodien sind niedrig und rippenförmig oder papillenartig, und sowohl dorsale als auch ventrale Cirren fehlen ebenso wie Epidermis-Papillen. Bei manchen Arten sitzen allerdings am Pygidium drei oder auch mehr anale Cirren. Aciculae fehlen stets, und die Borsten sind gesäumte, schlanke kapillarartig, wobei nur in der Gattung Cossurella auch Stachelborsten an den hinteren Segmenten vorhanden sind.
Der Darmkanal ist eine gerade Röhre, und eine Kehlmembran fehlt. Das geschlossene Blutgefäßsystem hat ein schwach entwickeltes Rückengefäß mit Anbindung an den Darmgefäßplexus und in der Rückenkieme zwei deutlich erkennbare Blutgefäße, während ein zentrales Herz fehlt.
Die dünne Körperwand hat nur eine schwach entwickelte Muskelschicht. Der vordere Körperabschnitt, der Thorax, ist stärker mit Muskeln ausgestattet als der hintere Abschnitt, das Abdomen. Bei Cossura longocirrata besteht der Thorax aus etwa 20 bis 22 borstentragenden Segmenten und hat einen Durchmesser von 350 bis 400 μm. Das Abdomen besteht bei reifen Weibchen dieser Art aus 35 bis 43 Segmenten und ist 4 bis 5 mm lang. Die Epidermis ist hier etwa 4 bis 5 μm dick, wozu noch eine etwa 1 μm dicke Cuticula kommt.

## Entwicklungszyklus
Die Cossuridae sind wahrscheinlich meist oder ausschließlich getrenntgeschlechtlich, in manchen Fällen möglicherweise protandrische Zwitter, und entwickeln ihre Gameten in den weiter hinten liegenden Segmenten des Körpers. Reife Eizellen sind etwa 100 bis 130 μm groß und enthalten drei Typen von Dotterkörnchen. Jungtiere sind nur von Cossura pygodactylata in der französischen Bucht von Arcachon bekannt, wo ausschließlich benthische, den Adulttieren fast ganz gleichende Jungtiere in den oberen 2 cm des Schlamms mit hohem organischem Anteil beobachtet wurden. Zeitweise gibt es bis zu 32.000 Jungtiere pro m2, deren Zahlen in den nächsten Wochen jedoch drastisch sinken.

## Verbreitung und Lebensraum
Die Cossuridae leben in sandigem Schlamm in Tiefen von den seichten Bereichen der Gezeitenzone bis in die Tiefsee. Sie bauen keine festen Röhren, sondern zerbrechliche Schleimröhren, an denen Sedimentpartikel anhaften. Werden die Tiere aus dem Sediment gezogen, so zerbrechen sie für gewöhnlich und sterben.

## Ernährung
Die Cossuridae sind Detritusfresser, an deren ausstülpbarem Buccalorgan am Dach der Buccalhöhle 15 stark bewimperte Tentakel sitzen. Sie unterscheiden sich von Tentakeln anderer Polychaetenfamilien auch darin, dass sie weder Coelomräume noch Ringmuskeln besitzen und deshalb nicht hydraulisch ausgestreckt oder zusammengezogen werden können. Die an ihnen sitzenden Cilien können jedoch einen Nahrungsstrom erzeugen, mit dem Nahrungspartikel in den offenen Mund gestrudelt werden.

## Systematik
Harrison E. Webster und James E. Benedict beschrieben 1887 gleichzeitig mit der Typusart Cossura longocirrata die Gattung Cossura, die zunächst zu den Rankenwürmern (Cirratulidae) gerechnet wurde. John H. Day (1963) erhob die Gattung Cossura zu einer eigenen monogenerischen Familie, Cossuridae mit dem kennzeichnenden Merkmal einer einzelnen fadenförmigen Kieme am Rücken. Während Kristian Fauchald 1977 ihnen eine eigene Ordnung Cossurida zugestand, wurden sie von Gregory Rouse und Kristian Fauchald 1997 in die Ordnung Scolecida gestellt. Olga Hartman stellte 1976 für die seinerzeit im Indischen Ozean gefundenen Arten, bei denen an den hinteren Segmenten Stachelborsten vorkommen, eine eigene Gattung Cossurella auf. Geoffrey B. Read synonymisierte jedoch 2000 diese Gattung mit Cossura.

### Arten
Zur Gattung Cossura werden 28 Arten gezählt:
- Cossura abyssalis Hartman, 1967
- Cossura aciculata (Wu & Chen, 1977) (Synonyme Heterocossura aciculata Wu & Chen, 1977 und Cossurella aciculata (Wu & Chen, 1977))
- Cossura alba Hartman, 1967
- Cossura bansei Hilbig, 1996
- Cossura brunnea Fauchald, 1972
- Cossura candida Hartman, 1955
- Cossura chilensis Hartmann-Schröder, 1965
- Cossura coasta Kitamori, 1960
- Cossura consimilis Read, 2000
- Cossura dayi Hartman, 1976
- Cossura delta Reish, 1958
- Cossura dimorpha (Hartman, 1976) (Synonym Cossurella dimorpha Hartman, 1976)
- Cossura flabelligera Zhadan, 2017
- Cossura ginesi Liñero-Arana & Díaz-Díaz, 2010
- Cossura heterochaeta Orensanz, 1976
- Cossura hutchingsae Zhadan, 2015
- Cossura keablei Zhadan, 2015
- Cossura laeviseta Hartmann-Schröder, 1962
- Cossura longocirrata Webster & Benedict, 1887
- Cossura modica Fauchald & Hancock, 1981
- Cossura pettiboneae (Ewing, 1987) (Synonym Cossurella pettiboneae Ewing, 1987)
- Cossura platypus Zhadan, 2017
- Cossura pseudakaina (Ewing, 1987) (Synonym Cossurella pseudakaina Ewing, 1987)
- Cossura pygodactylata Jones, 1956
- Cossura queenslandensis Zhadan, 2015
- Cossura rostrata Fauchald, 1972
- Cossura sima Fauchald, 1972 (Synonym Cossurella sima (Fauchald, 1972))
- Cossura soyeri Laubier, 1964